# EBSA European Team Championship
Die EBSA European Team Championship ist ein von der European Billiards and Snooker Association (EBSA) ausgetragenes Snookerturnier, in dem für ihr Land antretende Zweier- oder Dreierteams jährlich einen Team-Europameister ermitteln. Das Turnier geht zurück auf den seit 1995 ausgetragenen Continental Team Cup der Continental Billiards & Snooker Association (CB&SA).

## Geschichte
Die 1995 gegründete Continental Billiards & Snooker Association (CB&SA) war ein Zusammenschluss mehrerer Nationalverbände, vorrangig aus Kontinentaleuropa. Daneben gehörten auch die Inselstaaten Island und Zypern und die britische Kronkolonie Gibraltar zu den Mitgliedsländern, während die Verbände der britischen Inseln nicht Mitglied waren. Von vornherein war die CB&SA als Gegenpol zu den dominierenden Verbänden der britischen Inseln gedacht. Die Mitgliedsverbände existierten in vielen Fällen erst wenige Jahre, hatten oft noch nicht eine ausgebaute Verbands- und Organisationsstruktur und die Spieler der betreffenden Länder waren in der Anzahl zu wenige und gleichzeitig zu unerfahren, um sich mit den erfahrenen britischen Spielern messen zu können.
Bereits in ihrem Gründungsjahr 1995 trug die CB&SA erstmals den Continental Team Cup aus. Jedes Mitgliedsland durfte drei seiner besten Spieler und einen Schiedsrichter sowie einen Delegierten entsenden. Das Turnier sollte jeweils nur wenige Tage dauern, gleichzeitig versuchte man aber, möglichst viele Spiele auszutragen. Dafür ließ man die teilnehmenden Länder in einem Round-robin-Modus gegeneinander antreten. Die Schiedsrichter konnten von Verbänden nach Augenmaß ausgewählt werden und brauchten für ihre Teilnahme keine internationalen Zertifikate. Die Teilnahme am Turnier sollte allerdings für die Schiedsrichter jeweils mit einem entsprechenden Zertifikat enden. Als Austragungsort der Turnier wählte man zentrale, gut zu erreichende Orte in den Mitgliedsländern.
Durch die Wahl zentraler Austragungsorte und die geringe Größe der Delegationen sollte der Organisationsbedarf auf ein Minimum reduziert werden und so die Probleme durch die nicht ausgebaute Verbands- und Organisationsstruktur der Mitgliedsländer umgangen werden. Durch den Round-robin-Modus sollten die teilnehmenden Spieler möglichst viel Spielpraxis gegen etwa gleich gute und gleich erfahrene Spieler bieten. Die Zertifikate für die Schiedsrichter sollte gleichzeitig den Mitgliedsverbänden helfen, Schiedsrichter auf internationalen Niveau kostengünstig ausbilden zu können. Zusätzlich erhoffte man sich, durch das Turnier mediale Aufmerksamkeit für den kontinentaleuropäischen Snookersport zu generieren und Sponsoren für die Mitgliedsverbände an Land ziehen zu können. Insgesamt stand der Continental Team Cup im Zeichen das Ziels der CB&SA, den Snooker in ihren Mitgliedsländern zu fördern.
Die ersten beiden Ausgaben des Turnieres fanden 1995 im niedersächsischen Hannover und im niederländischen Weert statt. Bei der Ausgabe 1997 auf Malta wurde parallel zum Herren-Event erstmals auch ein Turnier für Frauen ausgetragen („Ladies Plate“). Im Gegensatz zum Turnier der Herren handelt es sich nicht um ein Team-Event, sondern um ein Einzel-Turnier, dessen Siegerin im K.-o.-System ermittelt wurde. Im Laufe der Zeit zog das Turnier und die CB&SA immer mehr Mitglieder an., Im Laufe der Zeit entstand im Herren-Event zudem die Möglichkeit für bestimmte Länder, mehr als ein Team zum Wettbewerb zu schicken. Auch bei den Frauen gab es die Möglichkeit, dass die Verbände mehr als eine Spielerin nominieren zu können. Insbesondere die Gastgeberländer erhielten diese Möglichkeit häufiger. Ab 1999 spielte man auch das Herren-Team-Event im K.-o.-System aus, allerdings mit einer anfänglichen Gruppenphase.
Die CB&SA ging 2003 in der European Billiards and Snooker Association (EBSA) auf, womit ein gesamteuropäischer Verband entstand. Die EBSA trug ihre Europameisterschaften weiter aus, integrierte aber auch den Continental Team Cup und die Ladies Plate in ihr Programm. Das Turnier wurde aber in EBSA European Team Championships umbenannt. Nun wurde auch das Frauen-Turnier zu einem Team-Event, gleichzeitig entstand ein neues Seniorenevent. Unter diesem neuen Namen fand es erstmals 2004 statt. Seit 2014 sind alle drei Turniere Events für Zweier-Teams.

## Hauptturnier
Das Hauptturnier der Herren lässt sich bis ins Jahr 1995 zurückdatieren, als man erstmals den Continental Team Cup austrug. Das Turnier wurde 2004 recht identisch von der EBSA weitergeführt. Bis einschließlich 2013 bestanden die teilnehmenden Teams aus je drei Spielern, danach waren es wie in den beiden anderen Klassen nur Zweier-Teams. Rekordsieger des Hauptturnieres ist Malta mit acht Titeln, gefolgt von Wales mit sieben Titeln.
| Jahr                            | Austragungsort                       | Sieger                                                                   | Ergebnis                             | Finalist                                                                    |
| Continental Team Cup            | Continental Team Cup                 | Continental Team Cup                                                     | Continental Team Cup                 | Continental Team Cup                                                        |
| ------------------------------- | ------------------------------------ | ------------------------------------------------------------------------ | ------------------------------------ | --------------------------------------------------------------------------- |
| 1995                            | Hannover                             | Belgien                                                                  | RR                                   | Frankreich                                                                  |
| 1996                            | Weert                                | Belgien                                                                  | RR                                   | Malta 0Paul Mifsud 0Alex Borg 0Simon Camilleri                              |
| 1997                            | Malta                                | Malta 0Paul Mifsud 0Joe Grech 0Alex Borg                                 | RR                                   | Deutschland 0Lasse Münstermann 0Mario Burot 0Mike Henson                    |
| 1998                            | Wien                                 | Belgien                                                                  | RR                                   | Finnland                                                                    |
| 1999                            | Grenoble                             | Malta 0Joe Grech 0Alex Borg 0Arthur Cachia                               | 2:1                                  | Belgien 0Mario Geudens 0Björn Haneveer 0Alain De Cock                       |
| 2000                            | Gibraltar                            | Malta 0Joe Grech 0Alex Borg 0Simon Camilleri                             | 2:1                                  | Niederlande 0Roy Stolk 0Raymon Fabrie 0Gerrit bij de Leij                   |
| 2001                            | Spijkenisse                          | Niederlande 0Roy Stolk 0Gerrit bij de Leij 0Reind Duut                   | 3:2                                  | Island 0Kristján Helgason 0Jóhannes B. Jóhannesson 0Jóhannes R. Jóhannesson |
| 2002                            | Reykjavík Anm. 1                     | Island 0Kristján Helgason 0Jóhannes B. Jóhannesson 0Brynjar Valdimarsson | 2:1                                  | Niederlande 0Reind Duut 0Roy Stolk 0René van Rijsbergen                     |
| 2003                            | Marsaskala                           | Niederlande 0Gerrit bij de Leij 0Roy Stolk 0Mario Wehrmann               | 11:10 Anm. 2                         | Belgien 0Yvan Van Velthoven 0Kevin Van Hove 0Serge Das                      |
| EBSA European Team Championship |                                      |                                                                          |                                      |                                                                             |
| 2004                            | Riga                                 | Malta 0Alex Borg 0Duncan Bezzina 0Simon Zammit                           | 10:7                                 | England 0Lee Richardson 0James Tatton 0Daniel Ward                          |
| 2005                            | Qawra                                | Malta 0Alex Borg 0Joe Grech 0Simon Zammit                                | 11:6                                 | Irland 0Martin McCrudden 0Robert Murphy 0Brendan O’Donoghue                 |
| 2006                            | Carlow                               | Wales 1 0Jamie Jones 0Michael White 0Andrew Pagett                       | 10:6                                 | Schottland 0Evan Munro 0Robert Stephen 0Mark Boyle                          |
| 2007                            | Gent                                 | Deutschland 1 0Lasse Münstermann 0Itaro Santos 0Sascha Lippe             | 10:7                                 | Belgien 1 0Yvan Van Velthoven 0Kevin Van Hove 0Björn Haneveer               |
| 2008                            | Glasgow                              | Irland 0David Hogan 0Brendan O’Donoghue 0Martin McCrudden                | 10:4                                 | England 0Andy Lee 0David Grace 0Craig Steadman                              |
| 2009                            | Sankt Petersburg                     | Wales 0Peter Roscoe 0Elfed Evans 0Lee Walker                             | 10:9                                 | Irland 1 0Martin McCrudden 0Brendan O’Donoghue 0David Hogan                 |
| 2010                            | Qawra                                | Wales 2 0Jamie Jones 0Andrew Pagett 0Rhydian Richards                    | 10:6                                 | Schottland 2 0Robert Stephen 0James McBain 0Scott MacKenzie                 |
| 2011                            | Qawra                                | Wales 0Daniel Wells 0Anthony Krysa 0Lee Walker                           | 10:2                                 | Polen 0Krzysztof Wróbel 0Rafał Górecki 0Marcin Nitschke                     |
| 2012                            | Sofia                                | England 0Michael Wild 0Robbie Williams 0Steve Judd                       | 2:1                                  | Israel 1 0David Vaitzman 0Roey Fernandez 0Shachar Ruberg                    |
| 2013                            | Bor                                  | Wales 0David John 0Rhydian Richards 0John Bevan                          | 8:7                                  | Schottland 0Rhys Clark 0Dylan Craig 0Joseph McLaren                         |
| 2014                            | Bukarest                             | Malta 0Duncan Bezzina 0Alex Borg                                         | 4:2                                  | England 0Nick Jennings 0Callum Downing                                      |
| 2015                            | Qawra                                | Irland 2 0Michael Judge 0Robert Murphy                                   | 5:3                                  | Malta 3 0Tony Drago 0Brian Cini                                             |
| 2016                            | Vilnius                              | Malta 0Alex Borg 0Brian Cini                                             | 5:3                                  | Irland 3 0Brendan O’Donoghue 0Ryan Cronin                                   |
| 2017                            | Shëngjin                             | Wales 1 0Andrew Pagett 0Alex Taubman                                     | 5:0                                  | Irland 1 0John Farrell 0Mark Tuite                                          |
| 2018                            | Bukarest                             | Wales 0Andrew Pagett 0Darren Morgan                                      | 5:3                                  | Irland 3 0Greg Casey 0Rodney Goggins                                        |
| 2019                            | Belgrad                              | Malta 0Duncan Bezzina 0Tony Drago                                        | 4:2                                  | Polen 1 0Mateusz Baranowski 0Tomasz Skalski                                 |
| 2020                            | keine Austragung (COVID-19-Pandemie) | keine Austragung (COVID-19-Pandemie)                                     | keine Austragung (COVID-19-Pandemie) | keine Austragung (COVID-19-Pandemie)                                        |
| 2021                            | Albufeira                            | Belgien 1 0Julien Leclercq 0Kevin Hanssens                               | 5:2                                  | Wales 1 0Elfed Evans 0Darren Morgan                                         |
| 2022                            | Shëngjin                             | Polen 1 0Mateusz Baranowski 0Antoni Kowalski                             | 5:3                                  | Belgien 1 0Julien Leclercq 0Kevin Hanssens                                  |
| 2023                            | Albena                               | Polen 1 0Mateusz Baranowski 0Antoni Kowalski                             | 5:4                                  | Israel 0Shachar Ruberg 0Eden Sharav                                         |
| 2024                            | Albufeira                            | Ukraine 1 0Denys Chmelewskyj 0Julian Bojko                               | 3:2                                  | Malta 1 0Aaron Busuttil 0Chris Peplow                                       |

## Damenturnier
Das Damenturnier hat seinen Ursprung im Damen-Einzel des Continental Team Cups, das seit mindestens 1997 ausgetragen wurde. Seit 2004 ist es ein Team-Wettbewerb für Zweier-Teams. Erfolgreichstes Teilnehmerland ist Russland mit sieben Titeln. Zählt man noch den als Einzelturnier ausgetragenen Frauen-Wettbewerb des Continental Team Cups hinzu, so gingen acht Titel nach Belgien.
| Jahr                                   | Austragungsort                       | Sieger                                                | Ergebnis                             | Finalist                                            |
| Continental Cup („Ladies Plate“)       | Continental Cup („Ladies Plate“)     | Continental Cup („Ladies Plate“)                      | Continental Cup („Ladies Plate“)     | Continental Cup („Ladies Plate“)                    |
| -------------------------------------- | ------------------------------------ | ----------------------------------------------------- | ------------------------------------ | --------------------------------------------------- |
| 1997                                   | Malta                                | Belinda Everaert                                      | unbekannt                            | unbekannt                                           |
| 1998                                   | Wien                                 | unbekannt                                             | unbekannt                            | unbekannt                                           |
| 1999                                   | Grenoble                             | Wendy Jans                                            | unbekannt                            | Caty Dehaene                                        |
| 2000                                   | Gibraltar                            | Natascha Niermann                                     | unbekannt                            | Manon Melief                                        |
| 2001                                   | Spijkenisse                          | Wendy Jans                                            | 3:0                                  | Ewa Pieniążek                                       |
| 2002                                   | Reykjavík                            | Natascha Niermann                                     | unbekannt                            | Rosanna Lo-A-Tjong                                  |
| 2003                                   | Marsaskala                           | Wendy Jans                                            | 3:2                                  | Natascha Niermann                                   |
| EBSA European Team Championship Ladies |                                      |                                                       |                                      |                                                     |
| 2004                                   | Riga                                 | England 0Katie Henrick 0Reanne Evans                  | 7:1                                  | Polen 0Malgorzata Klys 0Maria Nielubowicz           |
| 2005                                   | Qawra                                | England 0Katie Henrick 0Reanne Evans                  | 8:0                                  | Deutschland 0Natascha Niermann 0Ramona Leiterer     |
| 2006                                   | Carlow                               | Belgien 0Candide Binon 0Isabelle Jonckheere           | 5:2                                  | Irland 0Michelle Sherwin 0Paula Judge               |
| 2007                                   | Gent                                 | Belgien 1 0Wendy Jans 0Isabelle Jonckheere            | 5:0                                  | Polen 0Hanna Mergies 0Malgorzata Klys               |
| 2008                                   | Glasgow                              | England 0Reanne Evans 0Emma Bonney                    | 5:0                                  | Polen 0Hanna Mergies 0Małgorzata Sikorska           |
| 2009                                   | Sankt Petersburg                     | England 0Reanne Evans 0Maria Catalano                 | 5:0                                  | Russland 2 0Anna Maschirina 0Olga Schurawlewa       |
| 2010                                   | Qawra                                | Deutschland 0Diana Stateczny 0Anne-Katrin Hirsch      | 5:1                                  | Frankreich 2 0Sandrine Vlamynck 0Fabienne Martin    |
| 2011                                   | Qawra                                | Deutschland 0Diana Stateczny 0Anne-Katrin Hirsch      | 5:2                                  | Russland 0Irina Gorbataja 0Olga Mitrofanowa         |
| 2012                                   | Sofia                                | Russland 2 0Anastassija Netschajewa 0Darja Sirotina   | 6:2                                  | Russland 1 0Irina Gorbataja 0Swetlana Charlowa      |
| 2013                                   | Bor                                  | Russland 1 0Anastassija Netschajewa 0Darja Sirotina   | 4:2                                  | Polen 0Ewa Pawińska 0Małgorzata Sikorska            |
| 2014                                   | Bukarest                             | Russland 1 0Darja Sirotina 0Anastassija Netschajewa   | 4:1                                  | Belarus 0Anastassija Tumilowitsch 0Jana Schut       |
| 2015                                   | Qawra                                | Russland 1 0Darja Sirotina 0Anastassija Netschajewa   | 4:0                                  | Deutschland 1 0Diana Stateczny 0Jennifer Zehentner  |
| 2016                                   | Vilnius                              | Russland 1 0Anastassija Netschajewa 0Darja Sirotina   | 4:1                                  | Lettland 0Tatjana Vasiļjeva 0Anna Prisjažņuka       |
| 2017                                   | Shëngjin                             | Belgien 0Caty Dehaene 0Wendy Jans                     | 4:3                                  | Russland 1 0Anastassija Netschajewa 0Darja Sirotina |
| 2018                                   | Bukarest                             | Russland 1 0Anastassija Netschajewa 0Polina Astachowa | 3:2                                  | Lettland 0Tatjana Vasiļjeva 0Anna Prisjažņuka       |
| 2019                                   | Belgrad                              | Russland 0Anastassija Netschajewa 0Polina Astachowa   | 3:0                                  | Deutschland 0Diana Stateczny 0Linda Erben           |
| 2020                                   | keine Austragung (COVID-19-Pandemie) | keine Austragung (COVID-19-Pandemie)                  | keine Austragung (COVID-19-Pandemie) | keine Austragung (COVID-19-Pandemie)                |
| 2021                                   | Albufeira                            | England 3 0Jamie Hunter 0Mary Talbot-Deegan           | 3:2                                  | England 1 0Rebecca Kenna 0Emma Parker               |
| 2022                                   | Shëngjin                             | Frankreich 0Angelique Vialard 0Ophélie Laval          | 3:2                                  | Polen 2 0Dalia Alska 0Kinga Pietrzak                |
| 2023                                   | Albena                               | Belgien 0Wendy Jans 0Anja Vandenbussche               | 3:0                                  | Lettland 0Tatjana Vasiļjeva 0Anna Prisjažņuka       |
| 2024                                   | Albufeira                            | England 0Rebecca Kenna 0Tessa Davidson                | 3:2                                  | Portugal 0Vânia Franco 0Sara Rocha                  |

## Seniorenturnier
Die Seniorensparte wird erst seit dem Namenswechsel des Turnieres seit 2004 ausgetragen, mal unter dem Namen „Seniors“, mal unter dem Titel „Masters“ und mal als „Over 40“-Wettbewerb. Analog zum Damenturnier spielen Zweier-Teams um dem Titel. Rekordsieger der Ü40-Altersklasse ist der Verband von Wales, der insgesamt zehn Mal siegte.
| Jahr                                    | Austragungsort                          | Sieger                                      | Ergebnis                                | Finalist                                     |
| EBSA European Team Championship Masters | EBSA European Team Championship Masters | EBSA European Team Championship Masters     | EBSA European Team Championship Masters | EBSA European Team Championship Masters      |
| --------------------------------------- | --------------------------------------- | ------------------------------------------- | --------------------------------------- | -------------------------------------------- |
| 2004                                    | Riga                                    | Irland 0Joe Delaney 0Patsy Farrell          | 7:5                                     | Schottland 0Stephen Baillie 0David Hutchison |
| 2005                                    | Qawra                                   | England 0Alan Trigg 0Colin Mitchell         | 7:1                                     | Schottland 0Stephen Baillie 0Michael Maguire |
| 2006                                    | Carlow                                  | England 0Alan Trigg 0Colin Mitchell         | 8:1                                     | Finnland 0Kimmo Lang 0Jyri Virtanen          |
| 2007                                    | Gent                                    | Wales 0Darren Morgan 0Gerald Brain          | 7:3                                     | Malta 0Frans Mintoff 0Tony Mifsud            |
| 2008                                    | Glasgow                                 | Wales 0Darren Morgan 0Philip Williams       | 7:0                                     | Irland 1 0Brendan Cooney 0Joe Delaney        |
| 2009                                    | Sankt Petersburg                        | Wales 0Darren Morgan 0Philip Williams       | 7:2                                     | Irland 0Brendan Cooney 0Joe Delaney          |
| 2010                                    | Qawra                                   | Wales 0Darren Morgan 0Philip Williams       | 7:0                                     | Malta 2 0Tony Mifsud 0Ivan Rizzo             |
| 2011                                    | Qawra                                   | Malta 1 0Simon Zammit 0Joe Grech            | 7:5                                     | England 0David Brown 0Phil Hartley           |
| 2012                                    | Sofia                                   | Wales 0Elfed Evans 0Darren Morgan           | 8:4                                     | Belgien 0Rene Hemelsoet 0Mario Van Herk      |
| 2013                                    | Bor                                     | Irland 1 0Mark Tuite 0Anthony Bonnar        | 5:3                                     | Belgien 1 0Peter Bullen 0Mario Van Herk      |
| 2014                                    | Bukarest                                | Wales 2 0Wayne Morgan 0Peter Roscoe         | 4:1                                     | Belgien 1 0Mario Van Herk 0Alain Vandersteen |
| 2015                                    | Qawra                                   | Wales 3 0Peter Roscoe 0Wayne Morgan         | 4:2                                     | Wales 4 0Darren Morgan 0Elfed Evans          |
| 2016                                    | Vilnius                                 | England 2 0Aidan Owens 0Jamie Bodle         | 4:0                                     | Irland 1 0Nigel Power 0Peter Donegan         |
| 2017                                    | Shëngjin                                | Island 0Kristján Helgason 0Jón Ingi Ægisson | 4:1                                     | Irland 1 0Michael Judge 0Anthony Bonnar      |
| 2018                                    | Bukarest                                | Schottland 1 0Gary Thomson 0Michael Philbin | 5:3                                     | Schottland 2 0Lee McAllister 0Darren Ellis   |
| 2019                                    | Belgrad                                 | Wales 1 0Darren Morgan 0Wayne Morgan        | 4:2                                     | England 1 0Wayne Brown 0Chris Hart           |
| 2020                                    | keine Austragung (COVID-19-Pandemie)    | keine Austragung (COVID-19-Pandemie)        | keine Austragung (COVID-19-Pandemie)    | keine Austragung (COVID-19-Pandemie)         |
| 2021                                    | Albufeira                               | Irland 2 0Frank Sarsfield 0Mark Tuite       | 5:3                                     | Malta 0Duncan Bezzina 0Philip Ciantar        |
| 2022                                    | Shëngjin                                | Wales 1 0Darren Morgan 0Philip Williams     | 5:2                                     | Belgien 0Pascal Tollenaere 0Peter Bullen     |
| 2023                                    | Albena                                  | Wales 1 0Darren Morgan 0Philip Williams     | 5:1                                     | England 1 0Wayne Brown 0Gary Milne           |
| 2024                                    | Albufeira                               | England 1 0Craig Steadman 0Lee Stephens     | 3:0                                     | Nordirland 3 0Sean Gray 0Anthony Heaney      |